# Seasons End
Seasons End è il quinto album in studio del gruppo musicale britannico Marillion, pubblicato il 25 settembre 1989 dalla EMI.

## Descrizione
Si tratta del primo album del gruppo registrato con il cantante Steve Hogarth, subentrato a Fish. La musica era stata già scritta dai restanti componenti del gruppo prima dell'entrata di Hogarth: le prime idee infatti furono realizzate insieme a Fish e alcune di queste registrazioni apparvero successivamente nel secondo CD della riedizione di Clutching at Straws del 1999.
Tutti i testi dell'album vennero scritti da Hogarth in collaborazione con John Helmer, che in tale ruolo avrebbe proseguito la collaborazione con il gruppo nel corso degli anni. L'album fu anticipato dal singolo Hooks in You e promosso anche da Uninvited Guest e da Easter.

## Tracce
Testi di Steve Hogarth e John Helmer, musiche dei Marillion.
1. The King of Sunset Town – 8:04
2. Easter – 5:58
3. The Uninvited Guest – 3:52
4. Seasons End – 8:10
5. Holloway Girl – 4:30
6. Berlin – 7:48
7. After Me – 3:20 – assente nell'edizione LP
8. Hooks in You – 2:57
9. The Space... – 6:14

CD bonus nella riedizione del 1997
1. The Uninvited Guest (12" Version) – 5:03
2. The Bell in the Sea – 4:19
3. The Release – 3:44

- The Mushroom Farm Demos

1. The King of Sunset Town – 5:32
2. Holloway Girl – 4:47
3. Seasons End – 8:01
4. The Uninvited Guest – 3:53
5. Berlin – 8:02
6. The Bell in the Sea – 4:52

## Formazione
Gruppo
- Steve Hogarth – voce, arrangiamento
- Steve Rothery – chitarra, arrangiamento
- Pete Trewavas – basso, arrangiamento
- Mark Kelly – tastiera, arrangiamento
- Ian Mosley – batteria, percussioni, arrangiamento

Altri musicisti
- Jean-Pierre Rasler – pipes (traccia 2)
- Phil Todd – sassofono (traccia 6)

Produzione
- Nick Davis – produzione, ingegneria del suono
- Marillion – produzione
- Simon Metcalfe – assistenza tecnica

## Classifiche
| Classifica (1989) | Posizione massima |
| ----------------- | ----------------- |
| Germania          | 11                |
| Norvegia          | 20                |
| Paesi Bassi       | 20                |
| Regno Unito       | 7                 |
| Svezia            | 28                |
| Svizzera          | 11                |